# Bamban
Bamban là một đô thị hạng 3 ở tỉnh Tarlac, Philippines. Theo điều tra dân số năm 2000, đô thị này có dân số 46.360 người trong 9.113 hộ.

## Các đơn vị hành chính
Bamban được chia thành 15 barangay.
- Anupul
- Banaba
- Bangcu
- Culubasa
- Dela Cruz
- La Paz
- Lourdes
- Malonzo
- San Nicolas (Pob.)
- San Pedro
- San Rafael
- San Roque
- San Vicente
- Santo Niño
- Virgen de los Remedios (Pacalcal)